# Dawson Racing
Le Dawson Racing est une écurie de sport automobile américaine fondée par Ian Dawson. Elle fait participer un Sport-prototype en catégorie LMP3 dans le WeatherTech SportsCar Championship.

## Histoire
Fin 2017, le Dawson Racing avait annoncé son intention de participer au prochain WeatherTech SportsCar Championship dans la catégorie LMP2 avec une Ligier JS P217 avec comme partenaire la marque Hasbro dans le but de communiquer autour de la franchise D3+Transformers. 
En 2018, après avoir annoncé que l'écurie ne participerait pas aux 24 Heures de Daytona et qu'elle allait se concentrer sur la réalisation de test avec leur nouvelle voiture, plus aucune nouvelle ne fût donnée par l'écurie et celle-ci ne participa à aucune manche du championnat. 
En fin d'année, lors des essais des 24 Heures de Daytona 2019, celle-ci fût bien présente avec une Ligier JS P3 mais le propriétaire de celle-ci, Ian Dawson, annonça qu'une décision allait être prise dans les semaines qui suivent pour une éventuelle participation au WeatherTech SportsCar Championship mais que la faillite de la chaine de magasins Toys “R” Us posait posait des problèmes à son partenaire, la marque Hasbro.
En 2021, après quelques années de silence, l'écurie annonça sa participation au WeatherTech SportsCar Championship dans la catégorie LMP3 à partir des 6 Heures de Watkins Glen ,. Bien que l'écurie s'était engagée à participer au reste de la saison, elle ne participa pas au Road Race Showcase, et au Peiit Le Mans...

## Résultats en compétition automobile

### Résultats enWeatherTech SportsCar Championship
| Année | Classe | no | Voiture        | Pneus | 1   | 2   | 3   | 4   | 5     | 6     | 7   | 8   | Total | Pos. |
| ----- | ------ | -- | -------------- | ----- | --- | --- | --- | --- | ----- | ----- | --- | --- | ----- | ---- |
| 2021  | LMP3   | 84 | Ligier JS P320 | M     | DAY | DAY | SEB | MOH | WGL 6 | WGL 6 | ELK | ATL | 526   | 10e  |
| 2021  | LMP3   | 84 | Ligier JS P320 | M     | Q   | C   | SEB | MOH | WGL 6 | WGL 6 | ELK | ATL | 526   | 10e  |

## Pilotes
- Dominic Cicero (2021)
- Ben Devlin (2021)
- Theodor Olsen (2021)